# Phlugis chrysopa
Phlugis chrysopa är en insektsart som beskrevs av Bolívar, I. 1888. Phlugis chrysopa ingår i släktet Phlugis och familjen vårtbitare. Inga underarter finns listade i Catalogue of Life.